# Citotoxicitat
La citotoxicitat és la qualitat d'ésser tòxic davant les cèl·lules. Exemples d'agents tòxics són una substància química, una cèl·lula immunitària o alguns tipus de verí (per exemple de l'escurçó Bitis arietans).

## Fisiologia cel·lular
Tractar les cèl·lules amb un compost citotòxic pot resultar en una varietat de danys a les cèl·lules. Les cèl·lules poden experimentar necrosi, en la qual perden la integritat de la membrana i morir ràpidament com a resultat de la lisi cel·lular. Les cèl·lules poden parar el creixement actiu i de divisió o les cèl·lules poden activar el programa genètic de la mort programada cel·lular (apoptosi).

## Mesurament de la citotoxicitat
Els assaigs de citotoxicitat es fan servir molt en la indústria farmacèutica, per exemple per investigar medicaments contra les cèl·lules del càncer.
Avaluar la integritat de la membrana cel·lular és un dels mètodes més comuns per avaluar la viabilitat cel·lular i els efectes citotòxics.

## Citotoxicitat del sistema immunitari
La citotoxicitat mediada per cèl·lules dependents dels anticossos (ADCC, de l'anglès antibody-dependent cell-mediated cytotoxicity,ADCC) descriu la capacitat de matar cèl·lules de certs limfòcits, els quals requereixen que la cèl·lula objectiu estigui marcada per un anticòs. La citotoxicitat mediada per limfòcit (lymphocyte-mediated cytotoxicity), d'altra banda, no ha de ser mediada per anticossos; ni ho és on la citotoxicitat depenent del complement (CDC, de l'anglès complement-dependent cytotoxicity), la qual és mediada pel sistema del complement.
Es distingeixen tres grups de limfòcits citotòxics: les cèl·lula T citotòxiques (cytotoxic T cells), les cèl·lules citocides naturals (natural killer cells) i les cèl·lules T citocides naturals (natural killer T cells)